# Paghjella

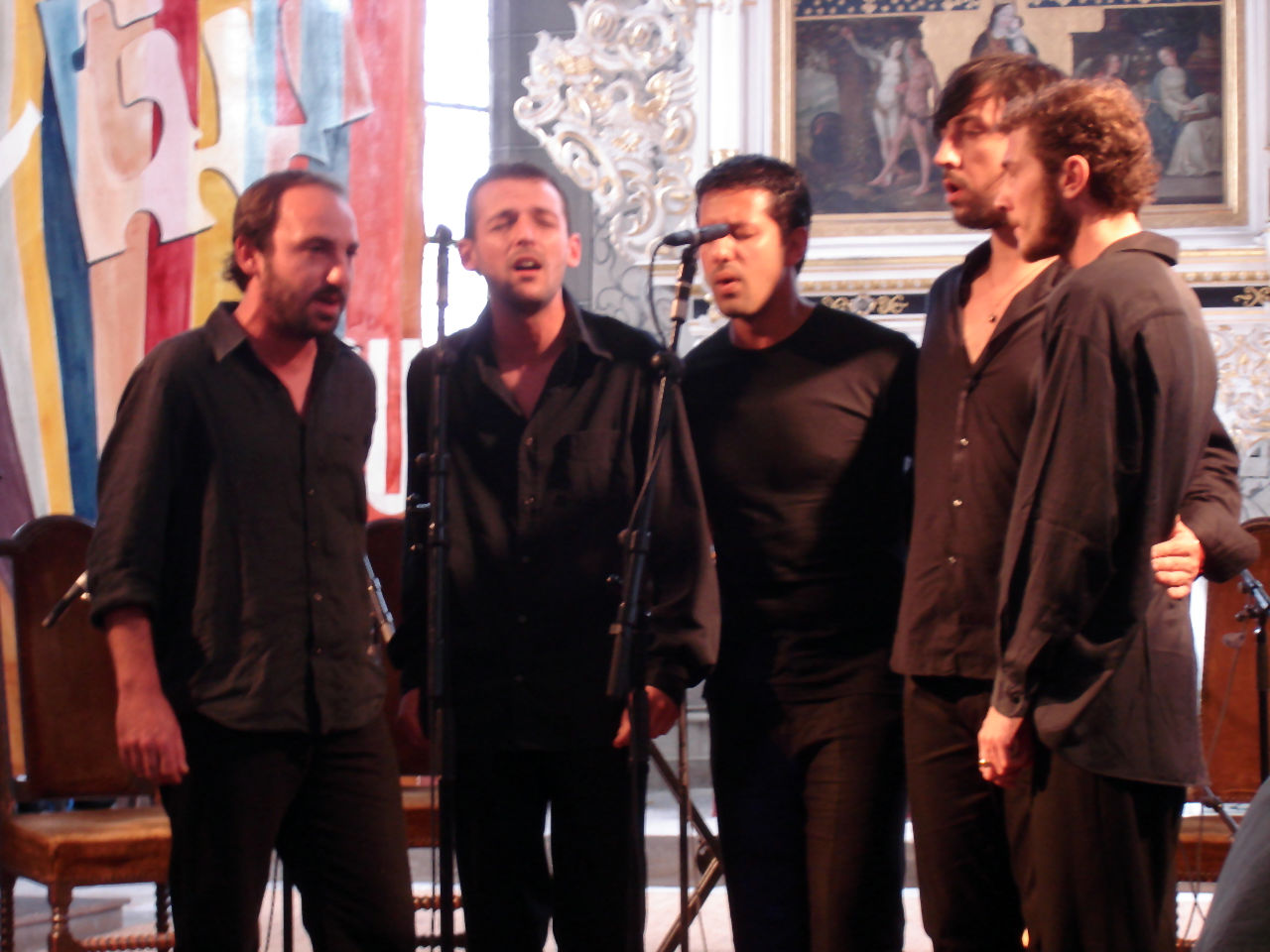
Die Gruppe L’Alba 2008

Paghjella ist der polyphone Männergesang der traditionellen korsischen Volksmusik. Die Musik entwickelte sich vermutlich aus dem gregorianischen Choral der Kirchenmusik.
Da die Gesangstechnik bedroht ist, wurde sie im Jahr 2009 von der UNESCO in die Liste des dringend erhaltungsbedürftigen immateriellen Kulturerbes aufgenommen.

## Aufbau
Die mittlere Stimme (a segonda) trägt die Melodie; die tiefere Stimme (u bassu) bildet die Begleitung, die dritte und höchste Stimme (a terza) singt die Koloratur. Dabei werden vorgegebene Schemata improvisiert. Die Lieder besingen vergangene Zeiten, die Liebe, die korsische Natur oder die Jungfrau Maria. Eine Art Hall-Effekt wird erzeugt, indem die Texte leicht versetzt gesungen werden.

## Künstler (Solisten)
- Petru Guelfucci
- Antone Ciosi
- Mai Pesce
- Ghjuvan Paulu Poletti

## Gruppen
- A Filetta
- Barbara Furtuna
- Canta u populu corsu
- I Muvrini
- L’Alba
- I Campagnoli (gegründet 1989)[3][4]